# Piotr Grzegorzewski

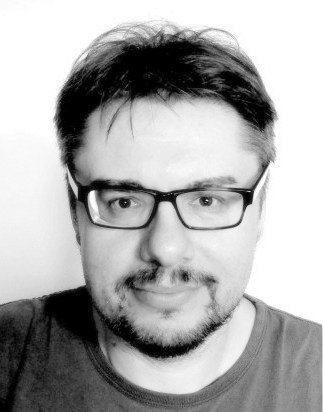
Piotr Grzegorzewski

Piotr Grzegorzewski (ur. 1969 w Płocku), tłumacz literacki i dialogista. Autor wielu przekładów książkowych oraz wersji polskiej filmów dokumentalnych i fabularnych.

## Wybrane przekłady

### Literatura faktu
- Steven Bach, Leni. Życie i twórczość Leni Riefenstahl, Wydawnictwo Dolnośląskie, Wrocław 2008 (wspólnie z Tatianą Grzegorzewską)
- Nicholas Booth, Zigzag. Niewiarygodne wojenne przygody podwójnego agenta Eddiego Chapmana, Wydawnictwo Dolnośląskie, Wrocław 2008 (wspólnie z Tatianą Grzegorzewską)
- J. Maarten Troost, Zagubiony w Chinach, Wydawnictwo Dolnośląskie, Wrocław 2010 (wspólnie z Tatianą Grzegorzewską)
- Marc Eliot, Amerykański buntownik. Życie Clinta Eastwooda, Wydawnictwo Dolnośląskie, Wrocław 2010
- Terry Teachout, Pops. Życie Louisa Armstronga, Wydawnictwo Dolnośląskie, Wrocław 2011 (wspólnie z Marcinem Wróblem)
- Yuri Modin, Moja piątka z Cambridge, W.A.B., Warszawa 2015 (wspólnie z Marcinem Wróblem)
- Val McDermid, Anatomia zbrodni. Sekrety kryminalistyki, W.A.B., Warszawa 2015 (wspólnie z Marcinem Wróblem)
- Elizabeth Kolbert, Szóste wymieranie. Historia nienaturalna, W.A.B., Warszawa 2016 (wspólnie z Tatianą Grzegorzewską)
- John Hooper, Włosi, W.A.B., Warszawa 2016 (wspólnie z Marcinem Wróblem)
- David Grann, Czas krwawego księżyca. Zabójstwa Indian Osagów i narodziny FBI, W.A.B., Warszawa 2018
- Lily Murray, Chris Wormell, Dinozaurium. Muzeum Dinozaurów, Dwie Siostry, Warszawa 2018
- Ronen Bergman, Powstań i zabij pierwszy. Tajna historia skrytobójczych akcji izraelskich sił specjalnych, Post Factum, Katowice 2019 (wspólnie z Jerzym Wołk-Łaniewskim)
- Elton John, Ja : pierwsza i jedyna autobiografia Eltona Johna, Wydawnictwo Otwarte, Kraków 2020
- Ann Druyan, Kosmos. Możliwe światy, Burda Książki, Warszawa 2020 (wspólnie z Marcinem Wróblem i Pawłem Dembowskim)
- Enric Sala, Natura natury. Dlaczego potrzebujemy dziczy, Burda Media Polska, Warszawa 2020 (wspólnie z Marcinem Wróblem i Pawłem Dembowskim)
- Tim Harford, Jak ogarnąć świat i odróżnić fakty od wyobrażeń, Wydawnictwo Otwarte, Kraków 2021 (wspólnie z Krzysztofem Mazurkiem i Pawłem Dembowskim)
- Gregg Olsen, Nikomu ani słowa. Prawdziwa historia zbrodni, rodzinnych sekretów i mocy siostrzanej miłości, Poradnia K, Warszawa 2023
- Javier Blas, Jack Farchy, Świat na sprzedaż. Kulisy dziennikarskiego śledztwa w sprawie handlu zasobami Ziemi, Wydawnictwo Szczeliny, Kraków 2023
- David Grann, Sprawa Wagera. Opowieść o katastrofie, buncie i morderstwie, W.A.B., Warszawa 2024
- Bob Woodward, Wojna. Wydawnictwo Port, Warszawa 2025

### Literatura piękna
- Rachel Pollack, Matka chrzestna Noc, Zysk i S-ka, Poznań 2000 (wspólnie z Tatianą Grzegorzewską)
- Boris Starling, Mesjasz, Zysk i S-ka, Poznań 2002
- Andrew Taylor, Zabójcze powietrze, Zysk i S-ka, Poznań 2003
- Christopher Fowler, Podziemne rzeki Londynu, Wydawnictwo Dolnośląskie, Wrocław 2006
- Christopher Fowler, Siedemdziesiąt siedem zegarów, Wydawnictwo Dolnośląskie, Wrocław 2006
- J.G. Ballard, Królestwo nadchodzi, Wydawnictwo Dolnośląskie, Wrocław 2006
- Lee Vance, Odwet, Przedsiębiorstwo Wydawnicze Rzeczpospolita SA, Warszawa 2008
- William Lashner, Gorzka prawda, Przedsiębiorstwo Wydawnicze Rzeczpospolita SA, Warszawa 2008 (wspólnie z Januszem Ochabem)
- R. J. Ellory, Cicha wiara w anioły, Wydawnictwo Dolnośląskie, Wrocław 2010 (wspólnie z Tatianą Grzegorzewską)
- Peter Hedges, Wyższe sfery, Bukowy Las, Wrocław 2010 (wspólnie z Iwoną Grzegorzewską)
- Eoin Colfer, O mały włos, W.A.B., Warszawa 2013
- Colleen Hoover, Hopeless, Wydawnictwo Otwarte, Kraków 2014
- Colleen Hoover, Losing Hope, Wydawnictwo Otwarte, Kraków 2015
- Colleen Hoover, Maybe Someday, Wydawnictwo Otwarte, Kraków 2015
- Colleen Hoover, November 9, Wydawnictwo Otwarte, Kraków 2016
- Colleen Hoover, Ugly Love, Wydawnictwo Otwarte, Kraków 2016
- Colleen Hoover, Tarryn Fisher, Never Never, Wydawnictwo Otwarte, Kraków 2016
- Tarryn Fisher, cykl „Mimo moich win"[1]: Mimo moich win, Mimo twoich łez, Mimo naszych kłamstw, Wydawnictwo Otwarte, Kraków 2016/2016/2017
- Brigid Kemmerer, Listy do utraconej, YA!, Warszawa 2017
- T.S. Easton, Chłopaki nie dziergają, YA!, Warszawa 2018
- T.S. Easton, Dziewczyny nie biją, YA!, Warszawa 2018
- Colleen Hoover, Verity : coraz większy mrok, Wydawnictwo Otwarte, Kraków 2019
- Dolly Alderton, Dobry materiał,  Czwarta Strona, Poznań 2024